# Pino Cacucci
Pino Cacucci (Alessandria, 8 dicembre 1955) è uno scrittore, sceneggiatore e traduttore italiano.
(Federico Fellini)

## Biografia
Cresciuto a Chiavari, si è trasferito a Bologna nel 1975 per frequentare il DAMS. All'inizio degli anni ottanta ha vissuto per lunghi periodi sia a Parigi che a Barcellona. In seguito viaggia molto in America Latina e soprattutto in Messico dove ha abitato per lunghi periodi.
Ha pubblicato finora numerosi libri di narrativa e saggistica. Pone in risalto personaggi storici non vincitori, sommersi e nascosti dalla Storia ufficiale. Come posto in evidenza dallo stesso autore nell'opera In ogni caso nessun rimorso, la storia viene scritta sempre dai vincitori e i suoi protagonisti perdono, come conseguenza delle loro azioni, tutto:
battaglie, lavoro, amici, ideali, la loro stessa vita, tranne la dignità, ma con l'aggiuntiva sfortuna di vivere in un'epoca in cui la dignità stessa era l'ultima delle qualità necessarie per passare alla Storia.
Particolarmente intensa è anche la sua attività come traduttore.

## Riconoscimenti
- Nel 1988 ha vinto il Premio Mystfest 1988 con il Libro "Outland Rock" (presidente della giuria Fernanda Pivano)
- Nel 1992 ha vinto il premio Pluma de Plata Mexicana per il miglior reportage straniero sul Messico (Guadalajara, ottobre 1992)
- Nel 1996 ha vinto il premio Terra Città di Palermo con "Camminando. Incontri di un viandante"
- Nel 1997 ha vinto  – di nuovo e unico caso di scrittore che si aggiudica il premio due volte – il premio Pluma de Plata Mexicana per il miglior reportage straniero sul Messico (Acapulco, aprile 1997)
- [2] Nel 1999 ha vinto il Premio Giorgio Scerbanenco del Noir in Festival di Courmayeur con il Libro "Demasiado Corazon". (Feltrinelli, 1999)
- Nel 1999 ha vinto il Premio Terra Città di Palermo.
- Nel 2001 ha vinto il Premio Speciale Fiesole con il libro "Ribelli!".
- Nel 2003 ha vinto il Premio per la traduzione dallo spagnolo all'italiano, dell'Istituto Cervantes di Roma
- [3] Nel 2004 ha vinto il Premio Letterario Internazionale Il Molinello] con il libro "Oltretorrente".
- [4]  Nel 2004 è finalista del premio Paolo Volponi con "Oltretorrente". (Feltrinelli, 2003)
- Nel 2006 ha vinto il Premio Letterario Fenice-Europa con il libro "Nahui".
- Nel 2007 l'Associazione Culturale Amistade di Olbia ha assegnato il Premio Anima Istrantza allo scrittore Pino Cacucci per gli alti meriti conseguiti come scrittore e come traduttore di molti valenti romanzieri latino-americani.
- Nel 2008 la giuria del premio di traduzione letteraria al salone della letteratura ispanoamericana di Gijón presieduta da Luis Sepúlveda ha deciso di attribuire l'edizione 2008 del Premio a Pino Cacucci.
- Nel 2010 ha vinto il Premio Emilio Salgari di letteratura avventurosa con il libro "Le balene lo sanno".
- Nel 2010 ha vinto il Premio “Premio per la letteratura di viaggio l'albatros – Città di Palestrina 2010” con il libro "Le balene lo sanno".
- Nel 2012 ha vinto il Premio Chiara con "Nessuno può portarti un fiore" (Feltrinelli, 2012)[5]
- [6] Nel 2012 ha vinto il Premio Fedrigoni per la Traduzione Letteraria di Urbino.
- [7] Nel 2012 ha vinto il Premio Minerva Letteratura di Impegno Civile (Giugliano, Napoli) per "Nessuno può portarti un fiore". (Feltrinelli, 2012)
- Nel 2021 gli è stata conferita la Targa Paolo Volponi (alla carriera) dell'associazione Casa dei Pensieri di Bologna
- Nel 2022 ha vinto il Premio Alessandro Manzoni per il Romanzo Storico (Lecco) con "L'elbano errante" (Mondadori)[8]

## Colleghi e amici
- Paco Ignacio Taibo II di cui Pino Cacucci è amico nonché traduttore, gli ha dedicato un affettuoso omaggio trasformandolo nel personaggio del suo romanzo Ma tu lo sai che è impossibile.
- Luis Sepúlveda di cui Pino Cacucci era amico, lo chiamava affettuosamente Viejo Pendejo[9].

## Opere

### Romanzi
- Outland rock (Transeuropa, 1988. Ristampato da Mondadori nel 1991. ripubblicato da Feltrinelli nel 2007)
- Puerto Escondido (Interno Giallo, 1990. Ripubblicato da Mondadori)
- Tina (Interno Giallo, 1991. Ripubblicato prima da TEA e poi da Feltrinelli)
- San Isidro Futból (Granata Press, 1991. Ripubblicato da Feltrinelli nel 1996)
- Punti di fuga (Mondadori, 1992. Ristampato da Feltrinelli nel 2000)
- La polvere del Messico (Mondadori, 1992. Ripubblicato da Feltrinelli nel 1996 e, ancora da Feltrinelli, in edizione ampliata nel 2004)
- Forfora (Granata Press, 1993). Ripubblicato in edizione ampliata con il titolo Forfora e altre sventure (Feltrinelli, 1997)
- In ogni caso nessun rimorso (Longanesi, 1994. Poi ripubblicato prima da TEA e poi da Feltrinelli nel 2001)
- Camminando. Incontri di un viandante (Feltrinelli, 1996)
- Demasiado corazón (Feltrinelli, 1999. Premio Giorgio Scerbanenco del Noir in Festival di Courmayeur)
- Ribelli! (Feltrinelli, 2001) Premio Speciale Fiesole
- Gracias México (Feltrinelli, 2001)
- Mastruzzi indaga (Feltrinelli, 2002)
- Oltretorrente (Feltrinelli, 2003)
- Nahui (Feltrinelli, 2005) (Premiato all'edizione 2006 del Premio letterario Fenice-Europa)
- Un po' per amore e un po' per rabbia (Feltrinelli, 2008)
- Le balene lo sanno (Feltrinelli, 2009)
- Sotto il cielo del Messico (Photology, 2009)
- Nessuno può portarti un fiore. (Feltrinelli, 2012)
- Vagabondaggi (Feltrinelli, 2012)
- La memoria non m'inganna (UE Feltrinelli, 2013)
- Mahahual (Feltrinelli, 2014)
- Quelli del San Patricio (Feltrinelli, 2015)
- L'Elbano errante: vita, imprese e amori di un soldato di ventura e del suo giovane amico Miguel de Cervantes: romanzo Mondadori, Milano 2022
- Dieguito e il Centauro del Nord, Mondadori, 2024

### Fumetti
- Tobacco, con Gloria Corica e Otto Gabos (Granata Press, 1993, Bande Dessinée, 2005)
- Jim, (sulla vita di Jim Morrison) disegni di Roberto Baldazzini (Granata Press, 1991)
- La giustizia siamo noi disegni di Otto Gabos (Rizzoli, 2010)
- Mujeres disegni di Stefano Delli Veneri (Feltrinelli Comics, 2018)

### Racconti
- Pino Cacucci, Bologna, 11 marzo '77, in Paola Staccioli. In ordine pubblico. Roma, 2002. pp. 93-104.

### Opere per il teatro / Rappresentazioni Teatrali
- ¡Viva la vida!. (Feltrinelli, 2010).
- l'Ombra di Rodolfo Archiviato il 26 gennaio 2013 in Internet Archive. tratto da Un po' per amore e un po' per rabbia (Feltrinelli, 2008).

### Traduzioni
a tutt'oggi sono oltre un centinaio i libri tradotti da Pino Cacucci di letteratura spagnola e latinoamericana, ricordiamo: 
- l'opera completa di Francisco Coloane per Guanda
- la maggior parte dei libri di Paco Ignacio Taibo II usciti in Italia
- opere varie di autori quali: Claudia Piñeiro, Rafael Chirbes, Ricardo Piglia, Javier Cercas, Enrique Vila-Matas, David Trueba, Tomás Eloy Martínez, Yuri Herrera, Antonio Ungar, Lucía Puenzo, Marina Perezagua, Elmer Mendoza, José Manuel Fajardo, Antonio Sarabia, Alfredo Pita, Santiago Gamboa, Miguel Bonasso, Daniel Chavarría, Manuel Rivas, Andrés Barba, Jorge Zepeda Patterson, Javier Azpeitia, Carlos Franz, Gabriela Margall, Jaime Avilés, Fernanda Melchor, Kike Ferrari, Maruja Torres, Andreu Martín, Carmen Boullosa, Manuel Vicent, Gabriel Trujillo Muñoz, Lisandro Chávez Alfaro, José Ovejero, Jorge Comensal, ecc... oltre a diversi scritti di Ernesto Che Guevara, tra cui i "Diari della motocicletta".

## Filmografia (soggetto - sceneggiatura)/ Speciali televisivi
- Il commissario Corso, serie TV di 9 episodi, regia di Gianni Lepre e Alberto Sironi (1987)
- Segno di fuoco, regia di Nino Bizzarri (1991)
- Puerto Escondido, regia di Gabriele Salvatores (1992)
- Viva San Isidro!, regia di Alessandro Cappelletti (1995)
- Ocean Blue, regia di Reto Caduff (1995) - cortometraggio
- Nirvana, regia di Gabriele Salvatores (1997)

La TV francese gli ha dedicato una puntata della sua trasmissione Un livre un jour andata in onda il 6 dicembre 2001 e intitolata "Pino Cacucci: Demasiado corazon".
Speciale LA7 La Valigia dei Sogni su "Puerto Escondido"